# Hughleechia
Hughleechia är ett släkte av skalbaggar. Hughleechia ingår i familjen vattenbrynsbaggar.
Kladogram enligt Catalogue of Life:
| Hughleechia | \| \| Hughleechia giulianii \| \| \| \| \| \| Hughleechia gracilis \| \| \| \| |
|             | \| \| Hughleechia giulianii \| \| \| \| \| \| Hughleechia gracilis \| \| \| \| |
|             | Hughleechia giulianii                                                          |
|             |                                                                                |
|             | Hughleechia gracilis                                                           |
|             |                                                                                |